# Verklärte Nacht

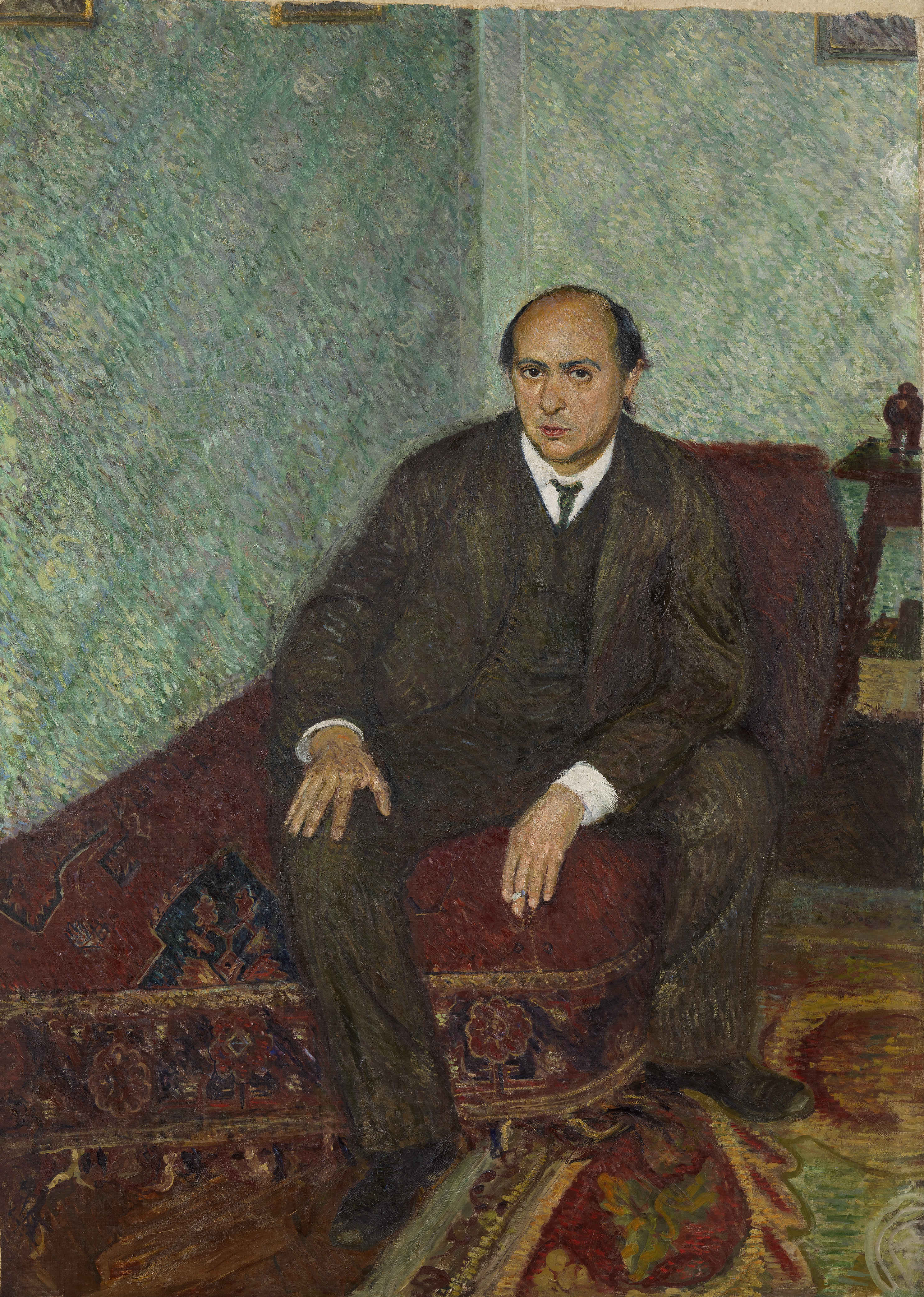
Arnold Schönberg, Gemälde von Richard Gerstl, 1906

Verklärte Nacht für Streichsextett ist das Opus 4 des österreichischen Komponisten Arnold Schönberg (1874–1951) und wurde inspiriert durch ein gleichnamiges Gedicht von Richard Dehmel. Die Uraufführung des 1899 entstandenen Werks fand 1902 statt. Schönberg selbst erstellte 1917 eine Fassung für Streichorchester, die er 1943 nochmals revidierte.

## Entstehung
Schönberg komponierte das Werk im Herbst 1899 während eines Ferienaufenthalts mit seinem Kompositionslehrer Alexander von Zemlinsky und dessen Schwester Mathilde (die er 1901 heiraten sollte) im niederösterreichischen Payerbach. Laut Autograph war die Komposition am 1. Dezember 1899 abgeschlossen. Programmatische Vorlage dieser ersten größeren, mit Opuszahlen versehenen Komposition Schönbergs bildet das Gedicht „Verklärte Nacht“ aus der 1896 veröffentlichten Sammlung „Weib und Welt“ des Dichters Richard Dehmel. Schönberg hatte bereits in seinen Klavierliedern op. 2 und 3 unter anderem Gedichte Dehmels vertont.
Unabhängig von Schönberg hatte zu derselben Zeit (1901) Oskar Fried das Gedicht als Lied für Mezzosopran, Tenor und Orchester vertont.

## Textgrundlage
Das fünfstrophige, der Partitur vorangestellte Gedicht beschreibt den Gang eines Paars im Mondschein, bei dem die Frau ihrem Liebhaber gesteht, dass sie von einem anderen ein Kind erwartet. Dabei trifft sie auf großmütiges Verständnis bei dem Mann, der das Kind als eigenes annehmen will.
Verklärte Nacht.

Zwei Menschen gehn durch kahlen, kalten Hain;

der Mond läuft mit, sie schaun hinein.

Der Mond läuft über hohe Eichen,

kein Wölkchen trübt das Himmelslicht,

in das die schwarzen Zacken reichen.

Die Stimme eines Weibes spricht:

Ich trag ein Kind, und nit von dir,

ich geh in Sünde neben dir.

Ich hab mich schwer an mir vergangen;

ich glaubte nicht mehr an ein Glück

und hatte doch ein schwer Verlangen

nach Lebensfrucht, nach Mutterglück

und Pflicht – da hab ich mich erfrecht,

da ließ ich schaudernd mein Geschlecht

von einem fremden Mann umfangen

und hab mich noch dafür gesegnet.

Nun hat das Leben sich gerächt,

nun bin ich dir, o dir begegnet.

Sie geht mit ungelenkem Schritt,

sie schaut empor, der Mond läuft mit;

ihr dunkler Blick ertrinkt in Licht.

Die Stimme eines Mannes spricht:

Das Kind, das du empfangen hast,

sei deiner Seele keine Last,

o sieh, wie klar das Weltall schimmert!

Es ist ein Glanz um Alles her,

du treibst mit mir auf kaltem Meer,

doch eine eigne Wärme flimmert

von dir in mich, von mir in dich;

die wird das fremde Kind verklären,

du wirst es mir, von mir gebären,

du hast den Glanz in mich gebracht,

du hast mich selbst zum Kind gemacht.

Er faßt sie um die starken Hüften,

ihr Atem mischt sich in den Lüften,

zwei Menschen gehn durch hohe, helle Nacht.

## Charakterisierung
Als klar intendierte Programmmusik überträgt die Komposition Schönbergs für Streichsextett (2 Violinen, 2 Violen und 2 Violoncelli), deren Aufführungsdauer etwa 25 bis 30 Minuten beträgt, die Idee der Sinfonischen Dichtung in den Bereich der Kammermusik. „Verklärte Nacht“ ist einsätzig, besteht jedoch aus fünf pausenlos ineinander übergehenden Teilen, die den wechselnden Stimmungen der Gedichtstrophen folgen.
„Verklärte Nacht“ ist ein Werk aus der ersten, tonalen Schaffensphase Schönbergs und steht in der Grundtonart d-Moll. Kompositorisch greift Schönberg auf ein von Johannes Brahms häufig angewandtes Verfahren zurück, thematische Arbeit durch permanente Weiterverarbeitung kleinerer Motive zu ersetzen; Schönberg selber bezeichnete dieses Brahms’sche Prinzip später als „entwickelnde Variation“. Harmonisch steht „Verklärte Nacht“ hingegen stark in der Nachfolge von Richard Wagner. Die in diesem Werk erkennbare Alterationsharmonik, melodischen Sprünge und Klanggesten sind Elemente, „die den späteren Schönberg ausmachen“.
1950 verfasste Schönberg selbst Programm-Anmerkungen zu „Verklärte Nacht“, die anhand von 16 Notenbeispielen verdeutlichen, dass einzelne Motive und Formteile durchaus bestimmten Textpassagen des Gedichts zugeordnet werden können.

## Uraufführung und Rezeption
Nachdem der Vorstand des Wiener Tonkünstlervereins eine von Zemlinsky angeregte Aufführung des Werkes zunächst abgelehnt hatte (ein Mitglied soll geäußert haben: „Das klingt ja, als ob man über die noch nasse »Tristan«-Partitur darüber gewischt habe“), kam die Uraufführung des Streichsextetts „Verklärte Nacht“ erst mehr als zwei Jahre nach dessen Vollendung zustande. Sie  fand am 18. März 1902 im Kleinen Musikvereins-Saal in Wien statt und wurde vom Rosé-Quartett in der Besetzung Arnold Rosé und Albert Bachrich (Violine), Anton Ruzitska (Viola) und Friedrich Buxbaum (Violoncello) übernommen, erweitert durch Franz Jelinek (2. Viola) und Franz Schmidt (2. Violoncello).

Die Uraufführung stieß auf weitgehendes Unverständnis und bildete den ersten Skandal in der Aufführungsgeschichte Schönbergscher Werke in Wien. Die Ablehnung galt neben der ungewohnten Tonsprache auch der Gedichtsvorlage mit ihrem explizit erotischen Inhalt, der eine musikalische Umsetzbarkeit abgesprochen wurde, während dem Komponisten immerhin gewisses Talent bescheinigt wurde. So hieß es im Feuilleton der Wiener Neuen Freien Presse: 

„Programmusik, die schon mehr als einmal ein Scheinleben begann und jetzt wieder eine vorübergehende Auferstehung feiert, scheint nun auch in die Kammermusik übergreifen zu wollen. A. Schönberg, der Komponist eines Streichsextetts nach Richard Dehmel, hat uns auf diese alt-neue Angelegenheit gebracht. Dass er diesmal soweit vom Ziel blieb wie mancher andere, der sich an der Ermöglichung des Unmöglichen versuchte, wird wohl jedermann erkennen, der dem Verlauf des merkwürdigen Werkes folgte […] Dabei unterläuft nun nebst Absichtlich Confusem und Hässlichem manches Ergreifende, Rührende, manches, das den Hörer mit unwiderstehlicher Gewalt bezwingt, sich ihm in Herz und Sinne drängt. Nur eine ernste, tiefe Natur kann solche Töne finden, nur ein ungewöhnliches Talent kann sich auf so dunklem Wege selbst in solcher Weise voranleuchten. Die Aufnahme der Novität war eine geteilte. Viele verhielten sich ruhig, einige zischten, andere applaudierten, im Stehparterre brüllten ein paar junge Leute wie die Löwen.“

Heute zählt „Verklärte Nacht“ zu den meistgespielten Werken Schönbergs und liegt sowohl als Sextett wie auch in der später entstandenen Streichorchesterfassung in zahlreichen Einspielungen vor.

## Fassungen
Die Streichsextett-Fassung erschien 1905 im Berliner Verlag Dreililien (Richard Birnbach). 1917 erstellte Schönberg für die Universal Edition eine Fassung für Streichorchester, die in Verstärkung der Violoncelli eine zusätzliche Stimme für Kontrabass enthält und zwischen Ensemble- und Solopassagen differenziert. 1943 erschien bei AMP eine von Schönberg revidierte Version dieser Orchesterfassung mit Modifikationen, die im Sinne einer ausgewogeneren Klangbalance insbesondere Dynamik und Artikulation sowie Tempoangaben betreffen.
Der Pianist und Komponist Eduard Steuermann, ein Schüler Schönbergs, schuf 1932 eine Transkription für Klaviertrio.

## Ballett/Tanz
1942 autorisierte Schönberg den Choreographen Antony Tudor zur Verwendung der Musik von „Verklärte Nacht“ in seinem Ballett „Pillar of Fire“. Tudor griff in Dehmels Handlungsstruktur ein und brachte im  Metropolitan Opera House ein ganzes Ballettensemble auf die Bühne. Diese Choreographie gehört noch heute zum klassischen Repertoire des American Ballet Theatre. Zu den zahlreichen späteren Adaptionen zählen diejenigen von Jiří Kylián 1986 in der Hamburger Staatsoper und von Anne Teresa De Keersmaeker 2014 bei der Ruhrtriennale.

## Trivia
In dem Roman Der Chauffeur (2020) von Heinrich Steinfest wird das Stück mehrmals erwähnt. Es wird erzählt, dass der aktuelle Kanzler der Bundesrepublik Deutschland das Werk „oft hatte hören wollen, wenn er sich spät in der Nacht“ vom Protagonisten des Romans chauffieren ließ.